# Seule la terre
Pour plus de détails, voir Fiche technique et Distribution.
Seule la terre (God's Own Country) est un film dramatique romantique britannique écrit et réalisé par Francis Lee, sorti en 2017.
Le film raconte l'histoire d'un jeune fermier solitaire du Yorkshire, et de sa rencontre avec un ouvrier agricole roumain recruté pour pallier le retrait du père devenu invalide.
Majoritairement salué par la critique, qui le compare beaucoup au Secret de Brokeback Mountain d'Ang Lee, tout en lui reconnaissant un traitement très différent des thématiques de l'homosexualité et de la ruralité, le film constitue le premier long-métrage de son réalisateur.
Il est sélectionné  dans la catégorie « World Cinema Dramatic » et projeté en avant-première mondiale en janvier 2017 au Festival du film de Sundance dont il remporte le prix du meilleur réalisateur, ainsi que le Hitchcock d'or au Festival du film britannique de Dinard 2017,. Le 10 décembre 2017, lors des British Independent Film Awards 2017, il remporte le British Independent Film Award du meilleur film  ainsi que plusieurs prix, dont celui de meilleur acteur pour Josh O'Connor.

## Synopsis
Johnny Saxby (Josh O'Connor) vit dans la ferme familiale du Yorkshire avec son père Martin (Ian Hart), diminué par un accident vasculaire, et sa grand-mère Deirdre (Gemma Jones). Son quotidien est marqué par le dur travail auprès des bêtes, des escapades solitaires au bar de la ville voisine et de brefs et froids ébats avec de jeunes hommes inconnus.
Alors que la saison de l'agnelage approche et que la santé du patriarche décline, le seul candidat à postuler pour travailler à la ferme est un saisonnier roumain, Gheorghe Ionescu (Alec Secăreanu). Au départ conflictuelle, leur relation finit par basculer et de nouveaux sentiments inattendus apparaissent.

## Fiche technique
Sauf indication contraire, les informations mentionnées dans cette section peuvent être confirmées par la base de données cinématographiques IMDb,  présente dans la section « Liens externes ».
- Titre original : God's Own Country
- Titre français : Seule la terre
- Réalisation et scénario : Francis Lee
- Direction artistique : Stéphane Collonge
- Décors : Pedro Moura	et Celina Norris
- Costumes : Sian Jenkins
- Photographie : Joshua James Richards
- Montage : Chris Wyatt
- Musique : Dustin O'Halloran et Adam Wiltzie
- Production : Manon Ardisson, Anna Duffield, Diarmid Scrimshaw et Jack Tarling
- Sociétés de production : British Film Institute, Creative England, Met Film Production, Shudder Films, Inflammable Films et Magic Bear Productions
- Sociétés de distribution : Picturehouse Cinemas (Royaume-Uni) ; Pyramide Distribution (France)
- Pays d'origine :  Royaume-Uni
- Langue originale : anglais
- Format : couleur - 35 mm - 1,85:1
- Genre : drame romantique
- Durée : 104 minutes
- Dates de sortie :
  - États-Unis : 23 janvier 2017 (Festival du film de Sundance)
  - France : 6 décembre 2017

## Distribution
- Josh O'Connor : Johnny Saxby
- Alec Secăreanu : Gheorghe Ionescu
- Gemma Jones : Deidre Saxby
- Ian Hart : Martin Saxby

## Production

### Développement et adaptation
Seule la terre constitue le premier long-métrage de son réalisateur. Francis Lee raconte avoir « couché sur papier naïvement » son scénario, sans certitude de produire ni réaliser ensuite ce projet.
Ayant grandi en milieu rural et agricole, Lee présente le film comme « personnel » mais pas autobiographique,. L'idée lui vient d'un questionnement intime, presque uchronique, sur ce qui aurait pu se passer s'il avait fait le choix de rester dans sa région natale et qu'il y avait exploité la terre familiale, plutôt que de partir pour Londres.
Le personnage de Gheorghe est inspiré d'un immigré roumain que Lee a côtoyé dans une casse dans laquelle il travaillait avant de réaliser le film.
Le film reçoit le soutien financier du British Film Institute et du fonds Creative England.

### Distribution
Francis Lee déclare avoir travaillé avec des directeurs de casting à Londres et en Roumanie, ne connaissant personnellement aucun acteur de l'âge de ses deux personnages principaux. Il choisit de travailler avec Josh O'Connor grâce à des photos et quelques enregistrements vidéo qui lui sont communiqués. Lee est alors séduit par la capacité du jeune acteur à composer et se « transfigurer », épaté par un accent du Nord de l'Angleterre qu'il croyait naturel alors qu'O'Connor est originaire du Sud de l'île. Convaincu par les démos d'Alec Secăreanu, Lee lui reconnaît le même talent dans le dépassement de son personnage naturel. O'Connor joue quelques scènes avec d'autres acteurs roumains mais c'est avec Secăreanu que l'osmose paraît évidente.

### Tournage

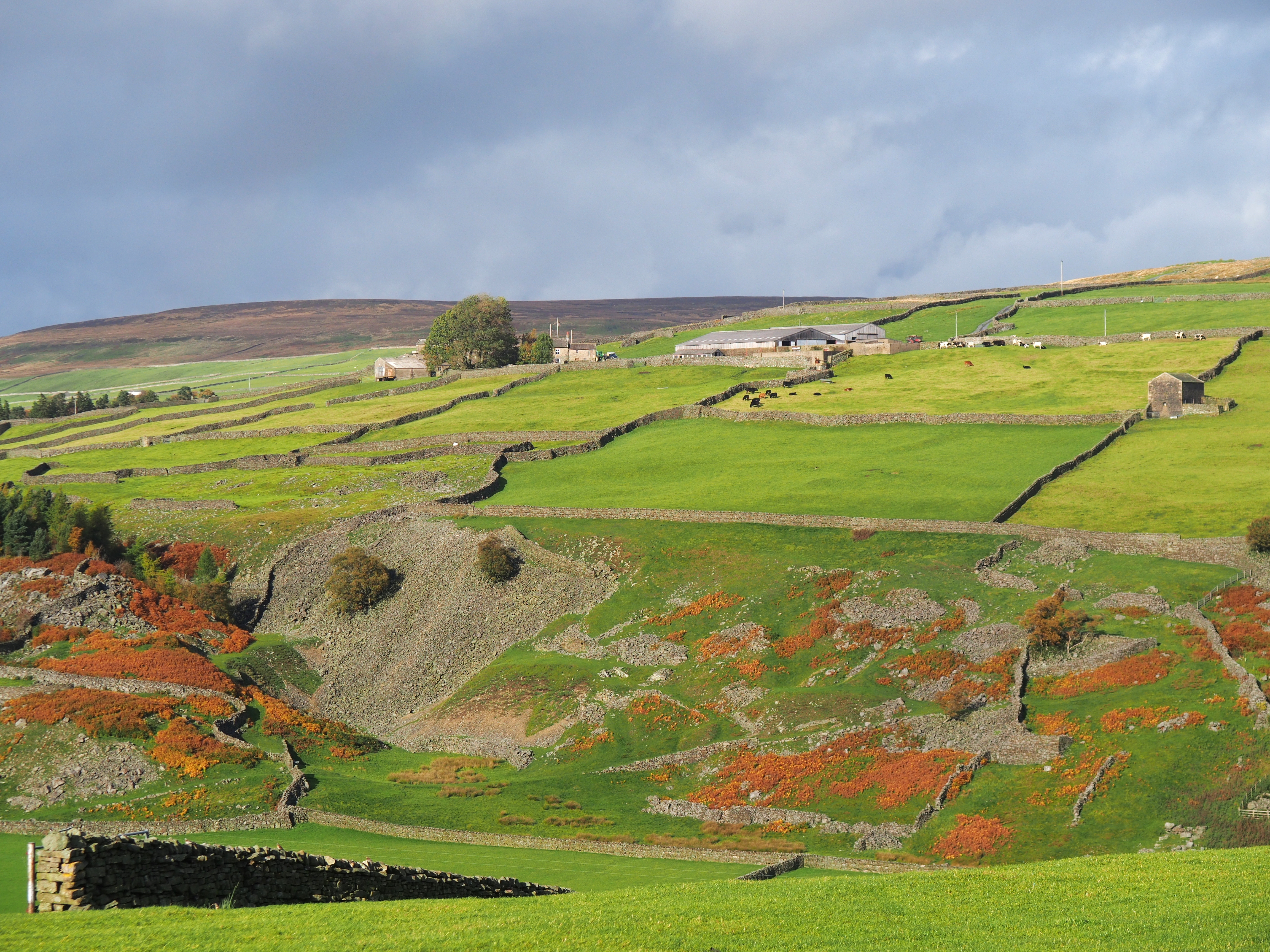
Paysage des Yorkshire Dales, proche des paysages du film.

Trois mois avant le tournage (qui se déroule de mars 2016 jusqu'au début de l'été 2016), Francis Lee commence à travailler avec O'Connor et Secareanu à la constitution des deux personnages, de manière à établir de façon précise le parcours de vie de chacun d'entre eux en amont de l'intrigue, et ainsi à faciliter l'appropriation par les acteurs de tous les éléments nécessaires à leur interprétation. Lee choisit de séparer les deux acteurs au début du tournage, le temps de réaliser les scènes durant lesquelles l'animosité des personnages qu'ils interprètent est la plus forte. Par la suite, au fur et à mesure qu'ils se rapprochent, les deux acteurs passent davantage de temps ensemble, notamment à travers des soirées de binge watching (visionnages en rafales). L'ensemble des scènes a été tourné de manière chronologique.
En accord avec le directeur de la photographie, Joshua James Richards, puis le monteur Chris Wyatt, Lee opte pour des dialogues sobres et rares et des plans rapprochés en très grande majorité, de manière à proposer au spectateur une « expérience immersive ». Accordant une grande importance au son, Lee soigne la présence sonore du vent et des oiseaux.
Lee dit avoir choisi pour décors des paysages proches de ceux dans lesquels il a grandi et où il vit toujours. Les paysages jouent un rôle essentiel dans l'œuvre ; le réalisateur déclare avoir eu comme projet « d'explorer le paysage ».
Le film est tourné dans les Pennines du Yorkshire, comté du nord de l'Angleterre, plus précisément dans le Yorkshire de l'Ouest, et en particulier dans le district de la Cité de Bradford, autour des villes de Silsden et Keighley. Quelques prises ont été effectuées à Otley et Haworth,.
Le tournage est marqué par des conditions météorologiques parfois rudes, changeantes. Les scènes d'agnelage montrent des brebis de race masham et de race swaledale, originaires du Yorkshire du Nord.

## Accueil

### Sélections et sortie
Le film est présenté pour la première fois lors du 33e Festival du film de Sundance, le 23 janvier 2017, où Francis Lee obtient le World Cinema Directing Award dans la catégorie Drames. Il est également sélectionné à la Berlinale 2017 où il est nommé pour le Teddy Award, remporté par Une femme fantastique de Sebastián Lelio. Seule la terre est également au programme en 2017 du Festival du film britannique de Dinard, du festival Chéries-Chéris à Paris, et des Festivals internationaux du film de Transylvanie, d'Édimbourg, de Chicago, de San Francisco, de Sydney, de Saint-Jean-de-Luz, de Stockholm et de Miskolc.
Le film sort le 1er septembre 2017 au Royaume-Uni, le 25 octobre 2017 aux États-Unis et le 6 décembre 2017 en France.

### Réception
Lee affirme avoir été surpris par la réaction du public américain, à la fois enthousiaste et puritaine. Alec Secăreanu rapporte que l'issue en happy end a également suscité l'approbation du public LGBT, selon lui peut-être peu habitué à des issues favorables dans le cinéma queer.

### Accueil critique

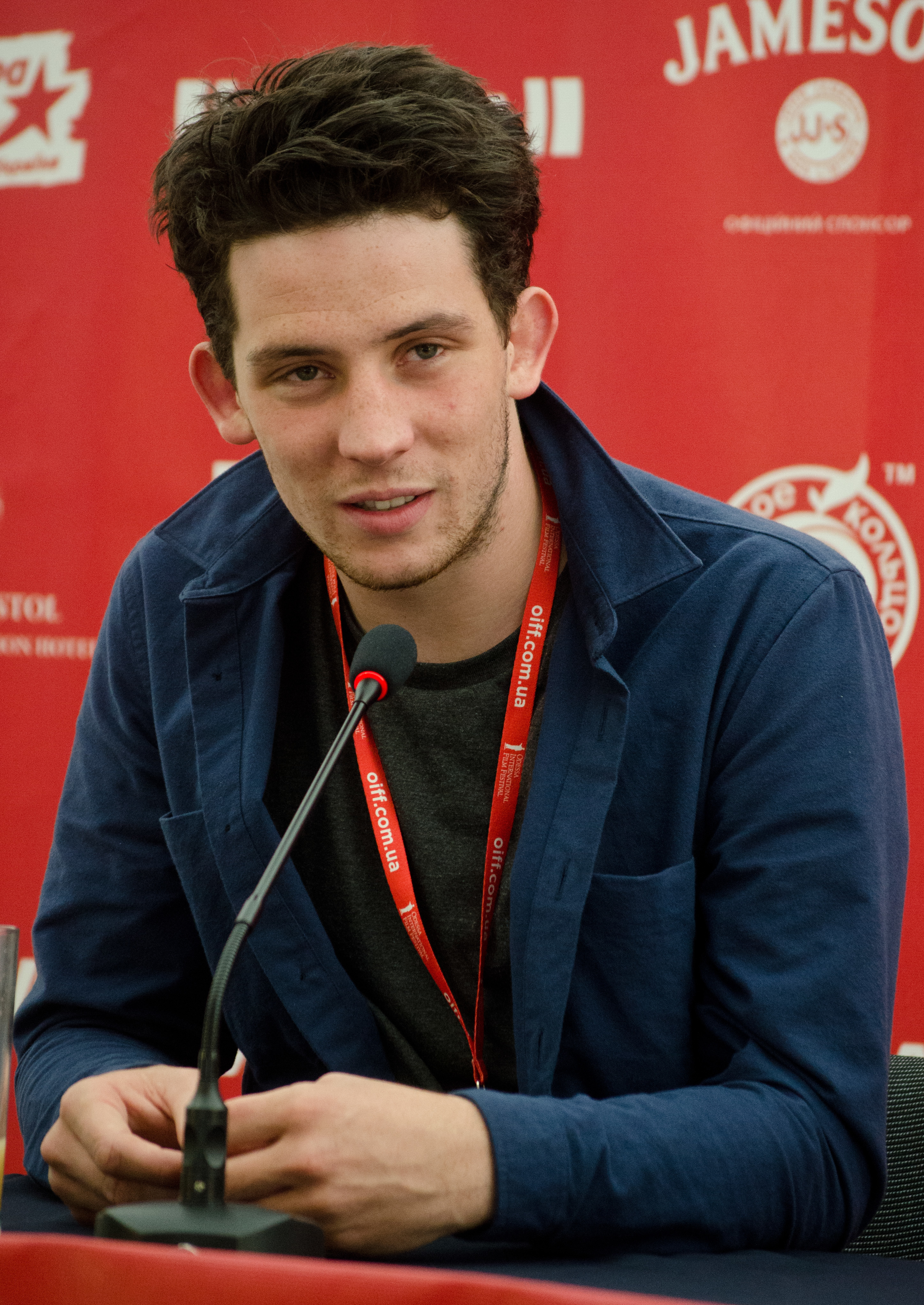
La prestation de Josh O'Connor (ici en 2015) est tout particulièrement saluée par la critique.

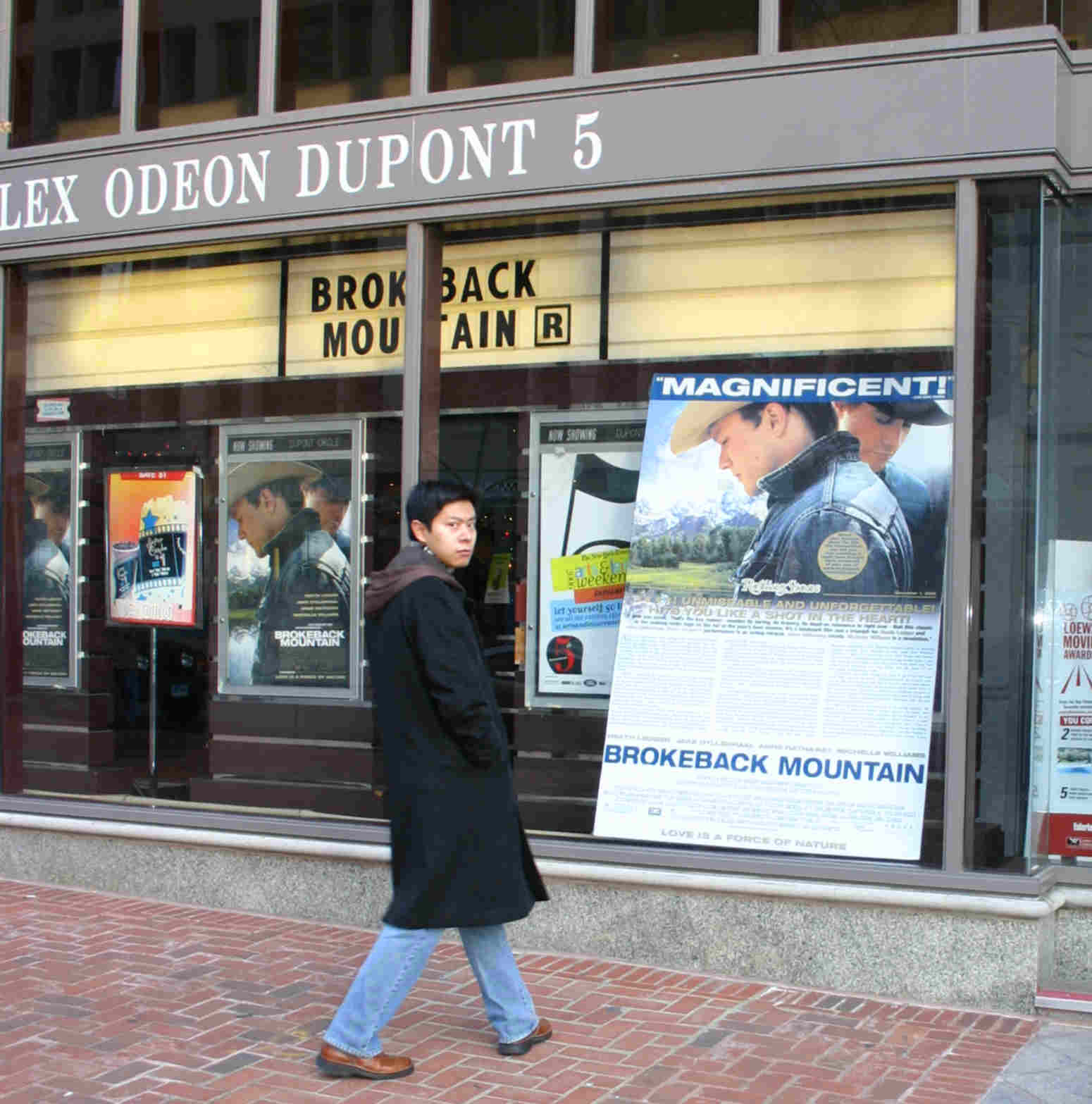
Le film a été comparé au Secret de Brokeback Mountain, d'Ang Lee, bien que le traitement de l'homosexualité et de la ruralité soit très différent dans les deux œuvres.

Seule la terre a rencontré un accueil critique très favorable, obtenant 99 % d'avis favorables sur le site Rotten Tomatoes, basés sur 98 commentaires collectés et une note moyenne de 8,2⁄10 et un score de 85⁄100 sur le site Metacritic, basé sur 21 commentaires collectés, correspondant au statut universal acclaim.
Le festival de Sundance dit du film qu'« on peut en sentir la boue », présentant Francis Lee comme un des nouveaux talents majeurs, et sa réalisation comme « à ne pas manquer ». Pour The Guardian, Peter Bradshaw attribue une note de 4 sur 5 au film, le décrivant comme approchant de près Dales Brokeback (associant ainsi au succès d'Ang Lee le paysage anglais de Francis Lee), ainsi que comme une « histoire d'amour très britannique, pleine à craquer d'émotions tues, de peurs tacites de l'avenir, et une disposition à substituer à chaque émotion un intense travail du corps »,.
Ed Potton, dans The Times, donne également la note de 4 étoiles sur 5, et décrit un film « splendide » et « puissant », digne d'un Brokeback Mountain du Yorkshire. The Daily Telegraph encense l'alchimie « à la fois authentique et piquante » entre O'Connor et Secareanu.
En France, l'accueil critique est positif : le site Allociné recense une moyenne des critiques presse de 3,8⁄5, basée sur 16 critiques de presse collectées, et des critiques spectateurs à 4,3⁄5.
Télérama salue les décors d'un film qui constitue à la fois « une rugueuse éducation sentimentale et une lumineuse chronique paysanne », et loue tout particulièrement la performance de Josh O'Connor. Pour Le Monde, Murielle Joudet évoque un traitement pudique, un « romantisme tout en rétention », échappant aux clichés des idylles homosexuelles en ce qui concerne l'attitude des proches du protagoniste principal. Le site FilmDeCulte attribue l'originalité du film à son évocation de « l'apprentissage d'une autre masculinité », parvenant à déjouer les poncifs des films « de coming out ». « Il y a, dans ce décor âpre, une tendresse qu'on n'avait pas vue venir ». Têtu parle du film comme d'un « Brokeback Mountain sensible et délesté de tous les artifices hollywoodiens »,. Le Parisien apprécie également la capacité du film à dépasser la simple évocation de l'homophobie prétendue du milieu rural pour largement dépeindre la rudesse et la solitude du métier de paysan. L'Humanité se félicite aussi d'une intrigue plus réaliste que celle du Secret de Brokeback Mountain, donnant à une œuvre « dépouillée » des « accents documentaires ». La Croix, qui apprécie la « sobriété » du style, voit dans le film un hommage aux « gestes ancestraux » de l'agriculture, qui constituent également le vecteur de rapprochement entre des personnages plongés dans la solitude. TVA salue une représentation « crue » mais « jamais vulgaire ».
Moins enthousiastes, Studio Ciné Live encense la « poésie brute » qui se dégage du film mais regrette la faiblesse relative du scénario, tandis que Positif admet quelques longueurs. Pour Libération, Jérémy Piette concède aux acteurs une « ferveur d'interprétation », mais déplore une « histoire à direction assistée » suivant le schéma classique « résistance, violence et acceptation », et un esthétisme poussant à « [larmoyer] ». Au Québec, Éric Moreault (Le Soleil) salue autant les « qualités esthétiques » du film que l'« aplomb » du traitement, mais se dit déçu par la « trajectoire dramatique [...] convenue ».

### Box-office
| Pays ou région | Box-office     | Date d'arrêt du box-office | Nombre de semaines |
| -------------- | -------------- | -------------------------- | ------------------ |
| Mondial        | 1 916 764 USD  | 17 décembre 2017           |                    |
| Royaume-Uni    | 1 143 360 USD  | 17 décembre 2017           | 11                 |
| France         | 61 979 entrées |                            |                    |

## Distinctions

### Récompenses
- Festival du film de Sundance 2017 - section « World Cinema Dramatic » : meilleur réalisateur pour Francis Lee
- Berlinale 2017 : Jury Award de Männer
- Festival international du film de Transylvanie 2017 : prix spécial du jury
- Festival international du film d'Édimbourg 2017 : The Michael Powell Award for Best British Feature Film
- Festival du film britannique de Dinard 2017 :
  - Hitchcock d'or
  - Prix « Coup de cœur »
- Festival international du film de Chicago 2017 : Silver Q-Hugo
- Festival international du film de Stockholm 2017 :
  - Meilleure direction pour Francis Lee
  - Meilleur acteur masculin pour Josh O'Connor
- British Independent Film Awards 2017 :
  - British Independent Film Award du meilleur film
  - Meilleur acteur pour Josh O'Connor
  - Meilleur son pour Anna Bertmark
  - Meilleur premier scénario pour Francis Lee
- Festival international du film de Saint-Jean-de-Luz
  - Meilleure mise en scène pour Francis Lee
  - Meilleur acteur pour Josh O'Connor

### Nominations et sélections
- Festival du film de Sundance 2017 : grand prix du jury
- Berlinale 2017 : Teddy Award
- Festival international du film de San Francisco 2017 : Golden Gate Award
- Festival international du film de Transylvanie 2017 : Trophée Transilvania
- Festival international du film de Miskolc 2017 : prix Emeric Pressburger
- Festival international du film de Stockholm 2017 : Cheval de bronze
- British Independent Film Awards 2017 :
  - Meilleur acteur pour Alec Secăreanu
  - Meilleur acteur dans un second rôle pour Ian Hart
  - Prix Douglas Hickox pour Francis Lee
  - Meilleur réalisateur pour Francis Lee
  - Meilleur scénario pour Francis Lee
  - Meilleure production pour Jack Tarling et Manon Ardisson
  - Meilleur casting pour Shaheen Baig et Layla Merrick-Wolf

### Sélection
- Berlinale 2017 : section « Panorama »

## Analyse

### Un film social et militant?

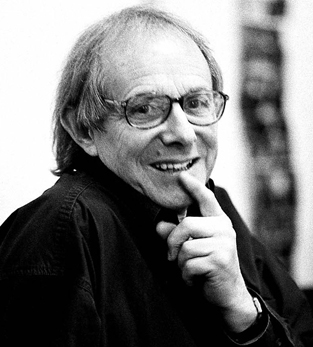
L'approche subtilement engagée du film a valu à ce dernier d'être comparé par une partie de la critique à l'œuvre sociale de Ken Loach, ce que Francis Lee a contesté.

En dépit de la veine éminemment sociale de son film, Francis Lee réfute le rattachement au cinéma réaliste et militant britannique incarné par Ken Loach, moins par affinités idéologiques ou stylistiques que par méconnaissance des courants contemporains.
Nicole Garcia, présidente du jury du Festival du film britannique de Dinard 2017 où le film est présenté et récompensé, décrit l'œuvre comme étant avant tout un « grand film d'amour ». Pour autant, le propos du réalisateur dénote une dimension socio-politique, dans sa volonté de nier discrètement mais réellement des présupposés (l'homophobie supposée latente du milieu rural, en fait quasiment absente du film et qu'il n'a jamais vécue), ou de pointer la xénophobie à l'œuvre dans le Royaume-Uni des années 2010, à travers la méfiance initiale du personnage de Johnny se moquant au début de celui qu'il nomme « le Gitan », et dessinant en creux la dureté de l'expérience migratoire de Gheorghe. Lee déclare avoir souhaité davantage illustrer l'impact émotionnel de la xénophobie, plutôt que ses ressorts politiques.
La critique, fortement marquée par la comparaison avec Le Secret de Brokeback Mountain, souligne toutefois qu'à la différence du succès d'Ang Lee, l'homophobie n'est pas le sujet du film qui préfère traiter de la solitude du monde paysan et de la difficulté de s'ouvrir à autrui dans ce contexte,, Écran Noir parlant à ce sujet d'une « romance libératrice ». Lee corrobore :

« Je savais que je ne voulais pas réaliser de film sur la révélation de l'homosexualité. Je souhaitais vraiment approfondir les conséquences émotionnelles liées au fait de tomber amoureux et sur notre capacité à nous ouvrir suffisamment ou non pour aimer et être aimé. C'était mon expérience de vie, et la chose la plus difficile que j'aie eu à faire était d'accepter que j'étais une personne vulnérable, capable d'aimer. »

— Francis Lee.
Le réalisateur trouve « très flatteur » que son film soit comparé à Brokeback Mountain, mais réaffirme la différence de traitement du sujet de la sexualité et de son acceptation qui dans Seule la terre n'est pas au cœur de l'intrigue. L'importance du « langage corporel » dans l'esthétique du film traduit donc davantage la volonté de souligner la question de la communication entre les deux garçons et la famille de Johnny qu'une quelconque évocation de l'homosexualité. Lee consent seulement à avoir souhaité tourner un film sur « la masculinité, le refoulement, l'émotion ». Écran Noir résume le positionnement politique ambigu et original : « ce drame sentimental, presque initiatique, fait fi de toutes les transgressions qui auraient pu être pesantes : l'homosexualité, la précarité paysanne, l'immigration, le conservatisme moral ».
Le magazine Première perçoit un traitement de « l'ennui d'une jeunesse grandie dans des patelins de cent habitants et [du] poids de la responsabilité familiale qui tombe sur les épaules des descendants d'exploitants agricoles », et voit dans ce film la rencontre entre le film d'Ang Lee et le cinéma de Ken Loach, à l'instar du Soleil, et comme 20 minutes y voit un amalgame entre intrigue sentimentale et chronique sociale. La portée politique du film est évidente pour The Scotsman qui confronte le multiculturalisme du film au Brexit et qui voit dans l'œuvre de Lee une « complainte sur tout ce que les Britanniques ont jeté aux orties dans leur recherche nostalgique d'un passé qui n'a jamais existé ».

### Le rôle du paysage

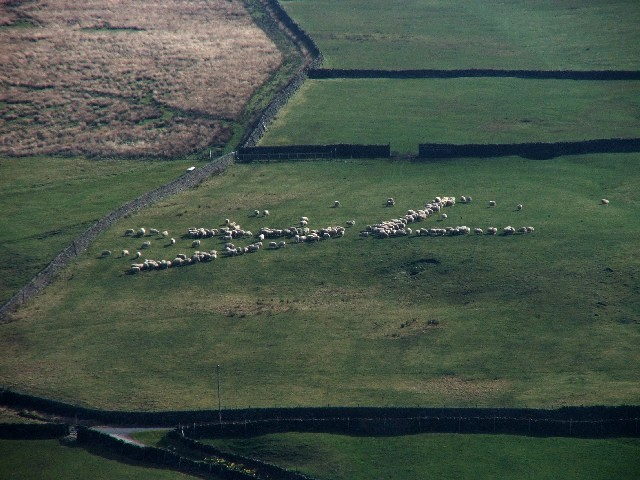
Le paysage (ici des moutons dans le Yorkshire) joue un rôle essentiel dans le film ; selon le réalisateur, l'omniprésence des rudes éléments naturels doit contribuer à révéler la lutte des personnages pour leur survie, à la fois économique et sentimentale.

Lee dit avoir envisagé l'exploration du paysage comme point de départ de sa démarche artistique. Il avait à cœur de dépeindre « la manière dont des paysages peuvent d'une certaine manière construire quelqu'un ». Volontairement, il a pour autant exclu les plans larges de son œuvre, à une exception près, pour préférer les plans serrés sur les corps, la boue, la pluie, le travail agricole,, produisant la reproduction d'un « minimalisme champêtre ». La nature des paysages du Yorkshire lui paraît ambivalente, à la mesure de la guerre qui se joue au sein même du personnage de Johnny : « c'était aussi important à mes yeux d'explorer l'idée que cette région me paraissait d'un côté vaste, ouverte et inspirante, une parfaite cour de récréation où me libérer, mais aussi très isolée, problématique, presque brutale ».
Pour la critique, le film paraît davantage raconter comment la pesanteur d'un environnement désolé et rude peut malmener un amour davantage qu'un entourage ou un préjugé,. Pour Le Soleil, la nature crue et sauvage paraît constituer une « métaphore de l'influence de Gheorghe sur Johnny, qui apprend à regarder ce qui l’entoure avec des yeux nouveaux ».